# Areopaguristes cyanops
Areopaguristes cyanops is een tienpotigensoort uit de familie van de Diogenidae. De wetenschappelijke naam van de soort is voor het eerst geldig gepubliceerd in 1978 door Forest.